# Pallippatti
Pallippatti är en ort i Indien.   Den ligger i distriktet Dharmapuri och delstaten Tamil Nadu, i den södra delen av landet, 1 900 km söder om huvudstaden New Delhi. Pallippatti ligger 413 meter över havet och antalet invånare är 26 492.
Terrängen runt Pallippatti är kuperad åt sydväst, men åt nordost är den platt. Runt Pallippatti är det tätbefolkat, med 369 invånare per kvadratkilometer. Pallippatti är det största samhället i trakten. I omgivningarna runt Pallippatti växer huvudsakligen savannskog.